# اندروس کیویرا

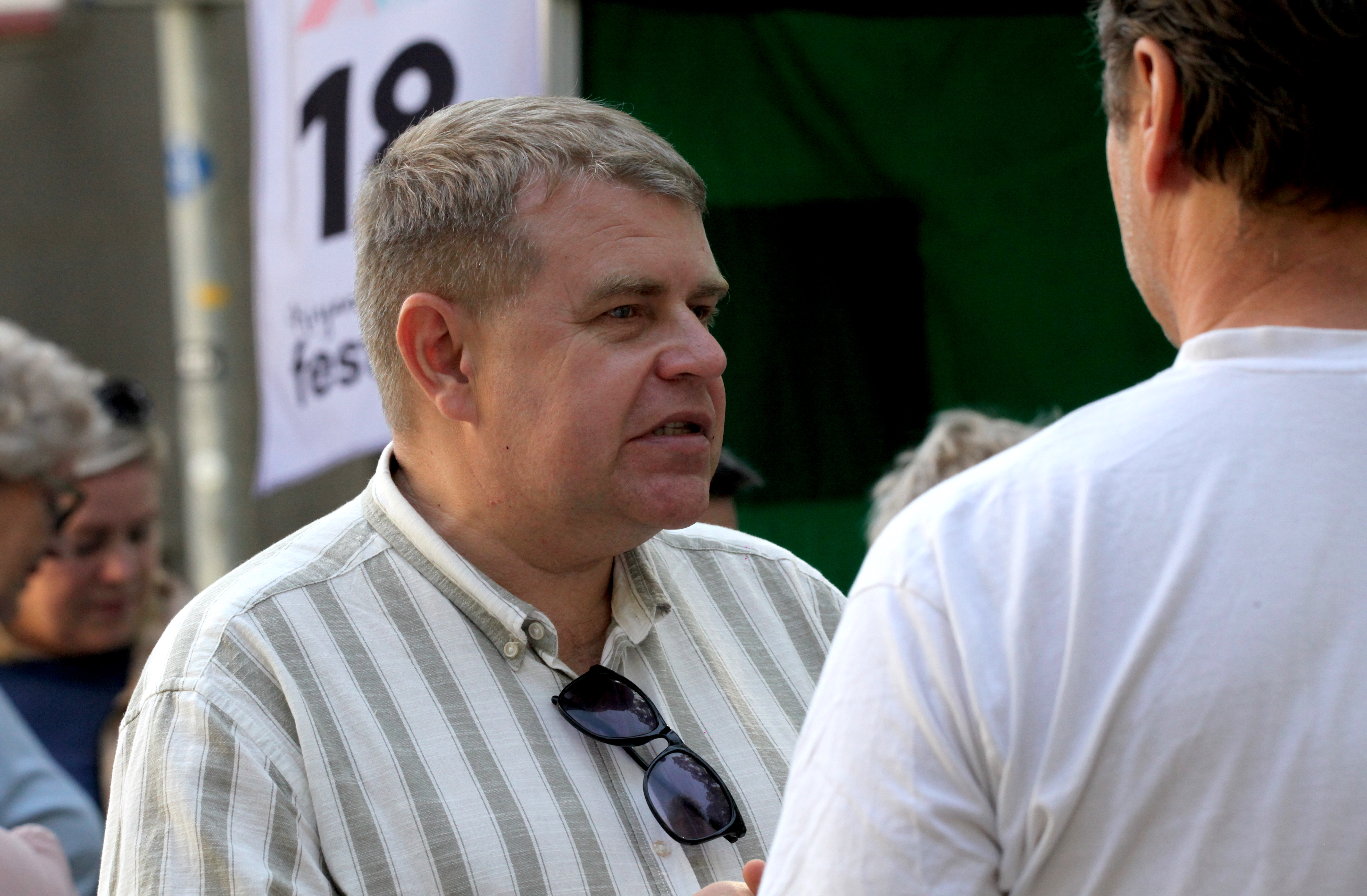
Andrus Kivirähk (2021)

اندروس کیویرا (انگلیسی: Andrus Kivirähk؛ زادهٔ ۱۷ اوت ۱۹۷۰) روزنامه‌نگار، نویسنده، فیلم‌نامه‌نویس، نویسنده کودکان، نمایش‌نامه‌نویس، و طنز نویس اهل استونی است.